# Podgórzyn

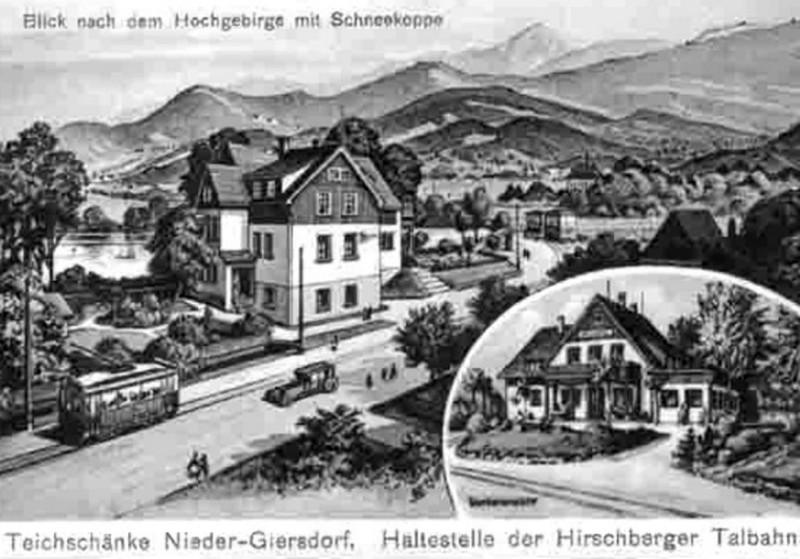
Die Hirschberger Talbahn in Nieder-Giersdorf, im Hintergrund das Riesengebirge, um 1925

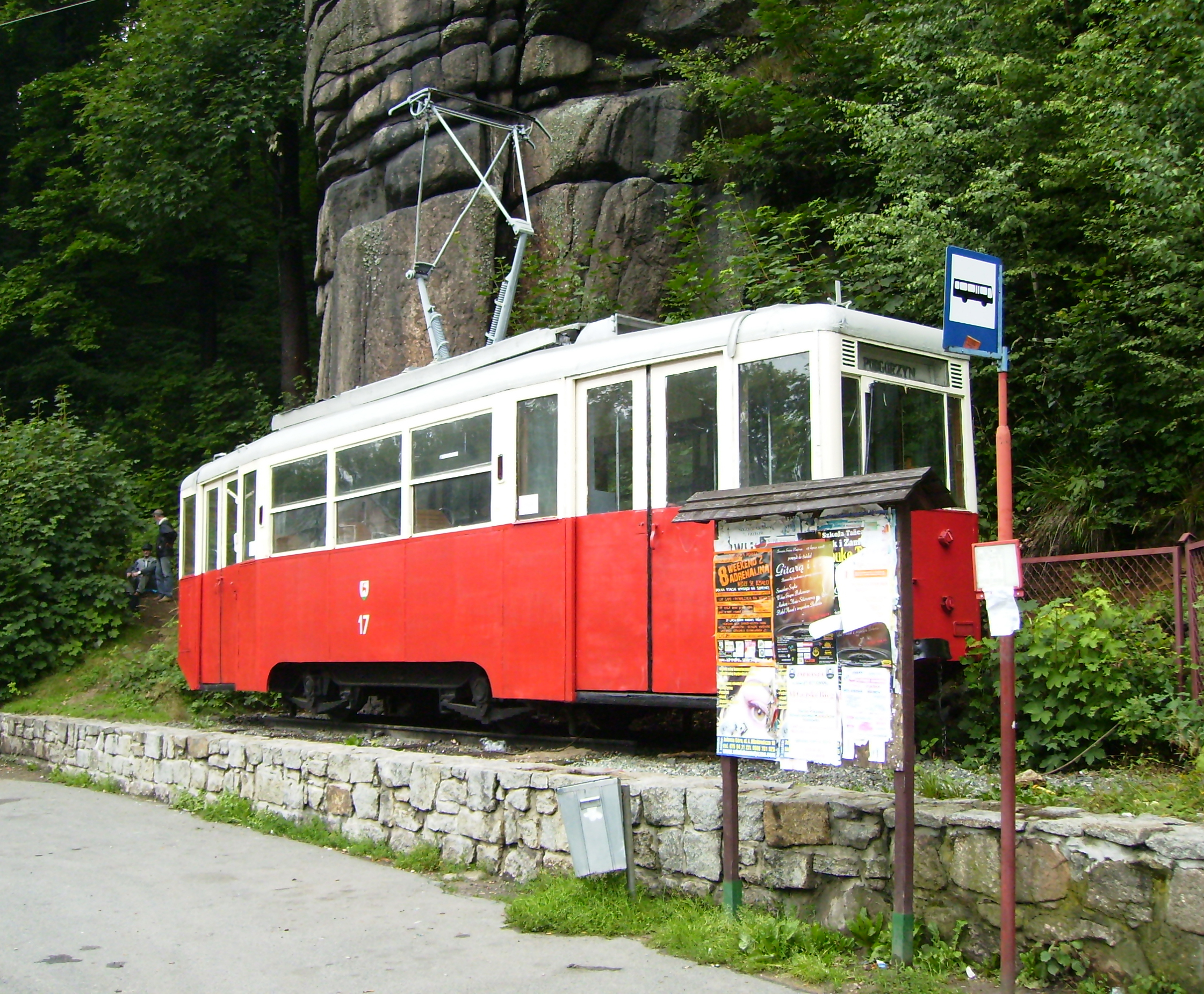
Die Hirschberger Talbahn

Podgórzyn [pɔdˈguʒɨn] (deutsch Giersdorf, schlesisch Gierschdurf) ist ein Ort in der Landgemeinde Podgórzyn mit 8285 Einwohnern (Stand 31. Dezember 2020) im Powiat Karkonoski der Woiwodschaft Niederschlesien in Polen. Es gehört der Euroregion Neiße an.

## Geographie
Das Gemeindegebiet erstreckt sich etwa 12 Kilometer südlich von Jelenia Góra (Hirschberg im Riesengebirge) am Südrand des Hirschberger Tales entlang, einige Teilorte liegen bereits im Riesengebirge.
Der Hauptort Podgórzyn liegt auf 350–480 m ü. NN am Flüsschen Podgórna in jeweils etwa 15 Kilometer Entfernung zu den Tourismuszentren Karpacz (Krummhübel) im Südosten und Szklarska Poręba (Schreiberhau) im Westen. Er bildet das Einfallstor zum Mittelabschnitt des polnischen Gebirgsteils. Der höchste Berg im Gemeindegebiet ist die Kleine Sturmhaube (Mały Szyszak) mit 1440 m ü. NN. Im Süden grenzt die Gemeinde an Tschechien; die Staatsgrenze verläuft auf dem Hauptkamm des Riesengebirges.

## Geschichte
Podgórzyn ist vermutlich eine Gründung des Zisterzienserklosters Heinrichau aus dem 13. Jahrhundert. Erstmals urkundlich erwähnt wurde es in einer Mönchschronik aus dem Jahre 1305 als „Gerardi villa“. Damals gehörte es zum Herzogtums Schweidnitz-Jauer und wurde in einer Urkunde aus dem Jahre 1348 in der Schreibweise „Gierßdorf“ belegt. Nach dem Tod des Herzogs Bolko II. 1368 fiel Giersdorf zusammen mit dem Herzogtum Schweidnitz erbrechtlich an Böhmen, wobei Bolkos Witwe Agnes von Habsburg bis zu ihrem Tod 1392 ein lebenslanger Nießbrauch zustand.
Im Jahr 1600 und dann erneut 1683 gelangte Giersdorf nach einer Enteignung auf Geheiß des böhmischen Landesherrn während des Dreißigjährigen Krieges in den Besitz des einflussreichen Adelsgeschlechts Schaffgotsch. Dadurch kam es zu einem lang anhaltenden wirtschaftlichen Aufschwung. Bereits zu Anfang des 17. Jahrhunderts wurde im Ort eine Glockengießerei mit angeschlossener Kanonenschmiede errichtet, deren Erzeugnisse bis nach Spanien exportiert wurden. 1681 folgte eine Papiermühle und Ende des 18. Jahrhunderts zwei Sägewerke.
Nach dem Ersten Schlesischen Krieg 1742 fiel Giersdorf mit dem größten Teil Schlesiens an Preußen und wurde dem Landkreis Hirschberg eingegliedert. In der ersten Hälfte des 19. Jahrhunderts nahm eine Glasschleiferei ihren Betrieb auf. Ebenso entwickelte sich der Fremdenverkehr. 1874 wurde der Amtsbezirk Giersdorf gebildet, zu dem neben Giersdorf und dem gleichnamigen Gutsbezirk die Landgemeinden Hain und Märzdorf sowie die Forstbezirke Giersdorf und Hain gehörten. 1911 wurde die Hirschberger Talbahn eröffnet, die Giersdorf mit Bad Warmbrunn und Hirschberg verband und deren Endhaltestelle am Ausgangspunkt der nahen Wanderwege ins Riesengebirge angelegt wurde.
Als Folge des Zweiten Weltkriegs fiel Giersdorf 1945 mit dem größten Teil Schlesiens an Polen und wurde zunächst in Popławy und 1946 Podgórzyn umbenannt. Die deutsche Bevölkerung wurde 1945/46 weitgehend vertrieben. Die neu angesiedelten Bewohner waren zum Teil Vertriebene aus Ostpolen, das an die Sowjetunion gefallen war. Von 1975 bis 1998 gehörte Podgórzyn zur damaligen Woiwodschaft Jelenia Góra, die seit 1999 Teil der neuen Woiwodschaft Niederschlesien ist.

## Gemeinde
Zur Landgemeinde Podgórzyn gehören das Dorf selbst und neun weitere Dörfer mit Schulzenämtern.

## Sehenswürdigkeiten

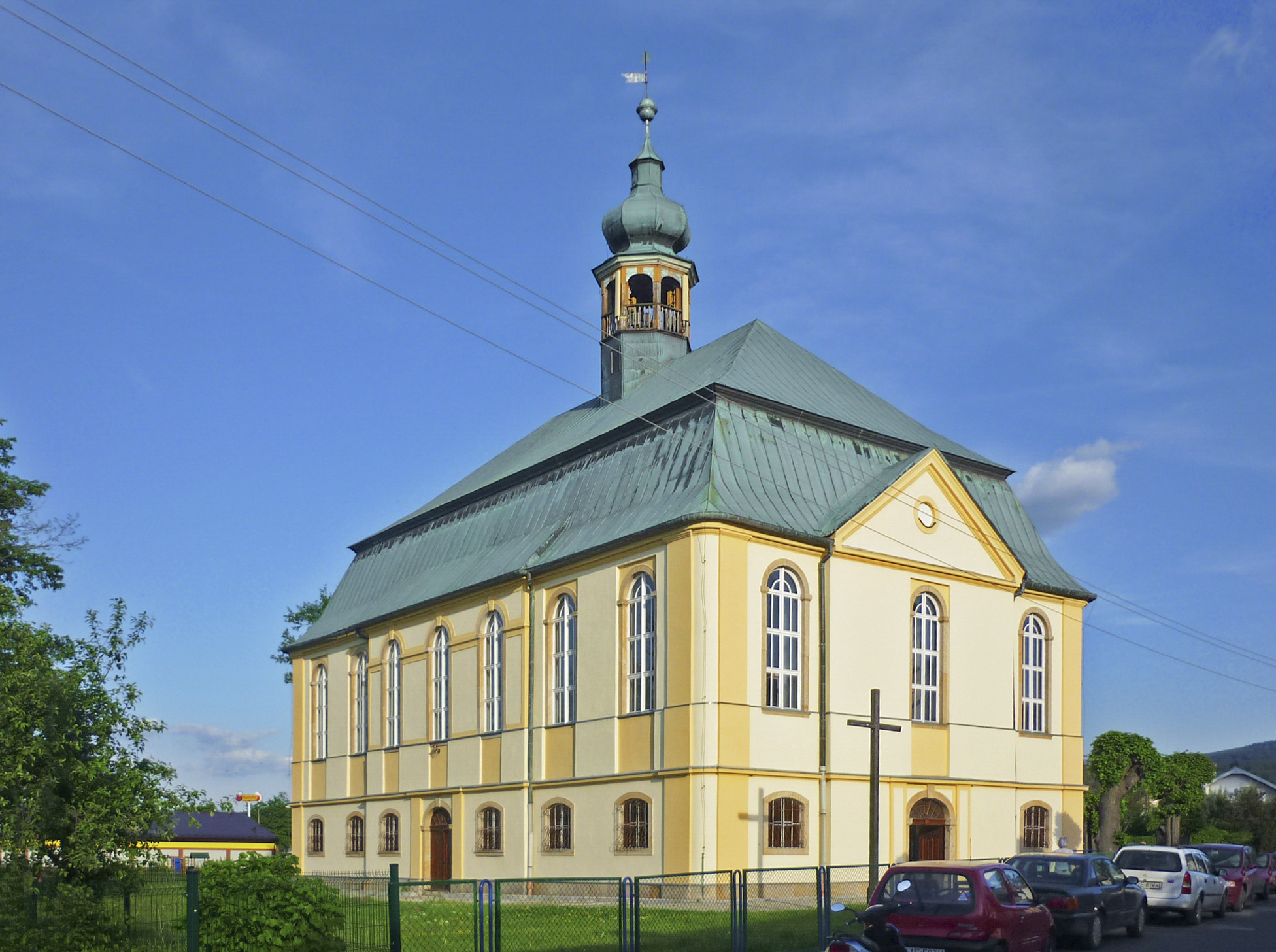
Klassizistischer Bau der vormals evangelischen, seit 1945 katholischen Kirche

- Die Römisch-katholische Pfarrkirche der hl. Dreifaltigkeit (Kościół Trójcy Św.) wurde 1318 erstmals urkundlich erwähnt und vermutlich vor 1486 in Stein errichtet. Während der Reformation diente sie bis 1653 als evangelisches Gotteshaus und wurde danach den Katholiken zurückgegeben. 1792 wurde sie durch den Oppelner Architekten Johann Georg Rudolf grundlegend umgebaut. Es ist ein dreijochiges, tonnengewölbtes Langhaus mit einem quadratischen Chor. An der Westseite wurde ein Turm mit oktogonalem Aufsatz, Helm und Laterne errichtet. Hauptaltar, Kanzel, Figuren und Gemälde wurden Ende des 18. Jahrhunderts geschaffen. Das steinerne Taufbecken wird auf das Jahr 1486 datiert.
- Die vormals evangelische Kirche ist ein klassizistischer Bau, der 1779–80 vom Hirschberger Maurermeister Liebusch und dem Giersdorfer Zimmerer Georg Fr. Rössel errichtet wurde. Nach dem Übergang an Polen 1945 wurde sie dem Verfall überlassen. 1982 wurde sie umfangreich renoviert und dient seither als katholische, der Muttergottes von Tschenstochau geweihte Hilfskirche (Kościół pom. MB Częsochowskiej).
- Malerische, zum Teil mit alten Eichenalleen bestandene Landschaft am Übergang vom Hirschberger Tal zum Riesengebirge.
- Eine Besonderheit stellen die Giersdorfer Teiche (stawy Podgórzyńskie) am Fuß der Berge dar. Es ist ein System miteinander verbundener Fischteiche, deren Ursprünge noch auf die Zisterzienser des 13. Jahrhunderts zurückgehen.
- Das Gemeindegebiet oberhalb von Borowice (Baberhäuser) und Hain gehört zum Nationalpark Riesengebirge (polnisch Karkonoski Park Narodowy). Zahlreiche Wanderwege führen in alle Teile des Gebirges. Über den Spindlerpass (Przełęcz Karkonoska, tschechisch Slezské sedlo) mit der Bergbaude Schronisko Odrodzenie und der Špindlerova bouda (Spindlerbaude) gelangt man nach Špindlerův Mlýn (Spindlermühle) in Tschechien.
- Zwischen Podgórzyn und Sosnówka erstreckt sich die in den 1990er Jahren fertiggestellte Sosnówka-Talsperre (Zbiornik Sosnówka bzw. Jezioro Sosnówka) mit einer Staumauer von 1,5 km Länge und 20 m Höhe sowie einer Fläche von 1,7 km². Es ist ein Trinkwasser-Reservoir, das für die Öffentlichkeit gesperrt ist.

Siehe auch Liste der denkmalgeschützten Objekte in Podgórzyn

## Sagen
In Giersdorf spielt die Rübezahl-Sage Der lügenhafte Tuchscherer. Danach tischte ein Tuchscherer während einer Wanderung Rübezahl prahlerische Lügengeschichten auf. Zum Abschied zauberte Rübezahl dem Tuchscherer eine riesige Nase in das Gesicht, die von kleineren Nasen umgeben war. Erst als am nächsten Tag der Tuchscherer versprach, nie wieder Lügen zu erzählen, erhielt er sein ursprüngliches Gesicht zurück.

## Partnerschaften
- Špindlerův Mlýn (Spindlermühle), Tschechien

## Persönlichkeiten
- Maria Eichhorn-Fischer, Pseudonym Dolorosa (1879–nach 1908), deutsche Schriftstellerin, Diseuse und Kabarettistin